# ستيف كروليفيتز
ستيف كروليفيتز (بالإنجليزية: Steve Krulevitz)‏ مواليد 30 مايو 1951 في بالتيمور، هو لاعب كرة مضرب أمريكي سابق بدأ مسيرته كمحترف سنة 1970 وكان يلعب باليد اليمنى.

## روابط خارجية
- ستيف كروليفيتز على موقع رابطة محترفي التنس (الإنجليزية)
- ستيف كروليفيتز على موقع الاتحاد الدولي لكرة المضرب (الإنجليزية)
- ستيف كروليفيتز على موقع كأس ديفيز (الإنجليزية)
- ستيف كروليفيتز على موقع خلاصة التنس.كوم (الإنجليزية)